# HNLMS K V
Le HNLMS K V ou Zr.Ms. K V est un sous-marin, navire de tête  de la classe K V en service dans la Koninklijke Marine (Marine royale néerlandaise) entre les deux-guerres.

## Histoire
La quille du sous-marin a été déposée à Rotterdam au chantier naval de Fijenoord le 4 avril 1916. Le lancement a eu lieu le 20 novembre 1919. Le 15 septembre 1920, le navire a été mis en service dans la marine néerlandaise.
Le 18 octobre 1920, le K V quitte le port de Den Helder pour les Indes orientales néerlandaises, son théâtre d'opérations. Il fait le voyage sans escorte. La route qu'il emprunte fait escale à Tunis, au canal de Suez, à Aden et à Colombo jusqu'à Surabaya, où il arrive le 26 janvier 1921.
En août 1937, le K V a été mis hors service.